# Dabuk Makmur
Dabuk Makmur is een bestuurslaag in het regentschap Ogan Komering Ilir van de provincie Zuid-Sumatra, Indonesië. Dabuk Makmur telt 1432 inwoners (volkstelling 2010).